# Kleeden (Lübbenau/Spreewald)
Kleeden, niedersorbisch Kłodna, ist ein ehemaliger Wohnplatz von Zerkwitz, einem Ortsteil der Stadt Lübbenau/Spreewald im Landkreis Oberspreewald-Lausitz in Brandenburg. Bis zum 1. Januar 1926 war Kleeden eine eigenständige Gemeinde. Der Ort wird inzwischen nicht mehr offiziell als Wohnplatz ausgewiesen, auf die Lage deutet heute nur noch der Straßenname Kleedener Straße hin.

## Lage
Kleeden liegt in der Niederlausitz am südlichsten Rand des Spreewaldes etwa einen Kilometer westlich von Lübbenau im amtlichen Siedlungsgebiet der Sorben/Wenden. Umliegende Ortschaften sind die Stadt Lübbenau im Norden und Osten, Klein Klessow im Südosten, Eisdorf im Süden, Klein Beuchow im Südwesten sowie Zerkwitz im Westen und Nordwesten.
Kleeden liegt etwa einen Kilometer östlich der Landesstraße 526 nach Luckau.

## Geschichte
Das Dorf Kleeden soll bereits während der sächsisch-slawischen Grenzkämpfe zwischen 940 und 965 unter Markgraf Gero als Lager der sächsischen Soldaten entstanden sein. Kleeden ist erstmals im Jahr 1503 als „Kloeden“ urkundlich belegt. Der Ortsname stammt aus der sorbischen Sprache und bedeutet „Ort, wo Balken, Baumstämme sind“.
Kleeden gehörte von seiner Ersterwähnung an zur Standesherrschaft Lübbenau und bildete ein Vorwerk der Stadt Lübbenau. Zu Beginn des 17. Jahrhunderts arbeiteten dort ein Ackermann und ein Schäfer. Bis 1635 war Kleeden ein Teil des Markgraftums Niederlausitz und somit Teil der Länder der böhmischen Krone, nach dem Prager Frieden von 1635 ging das Dorf an das Kurfürstentum Sachsen über. Im Schmettauschen Kartenwerk von 1767/87 sind sowohl ein Dorff Kleeden als auch ein Vorwerk Kleeden verzeichnet. 1806 wurde Kleeden Teil des neu gebildeten Königreiches Sachsen. Nach der auf dem Wiener Kongress beschlossenen Teilung Sachsens wurde Kleeden preußisch.
1820 hatte Kleeden 27 Wohnhäuser und 154 Einwohner. Bis 1844 ging die Einwohnerzahl der Gemeinde auf 134 zurück. Kirchlich gehört Kleeden seit jeher zur Kirchengemeinde Zerkwitz. Etwa 1856 hatte die Gemeinde 145 Einwohner und bis 1867 stieg die Einwohnerzahl weiter auf 153 an. Bei der Volkszählung zum 1. Dezember 1871 hatte die Landgemeinde Kleeden 139 Einwohner, die sich auf 30 Haushalte verteilten. Von den Einwohnern waren 71 männlich und 68 weiblich; 29 Einwohner waren Kinder unter zehn Jahren. Des Weiteren waren alle Einwohner evangelisch-lutherischer Konfession. Zusätzlich hatte das als Gutsbezirk eingetragene Vorwerk Kleeden 13 Einwohner (neun männlich und vier weiblich).
Im Laufe der Zeit gehörte der überwiegende Teil der Kleedener Gemarkung den Großgrundbesitzern, im Jahr 1900 gehörten von 240,6 Hektar Gesamtfläche nur noch etwa 85 Hektar zur Landgemeinde. 1910 hatte die Landgemeinde Kleeden 125 und der Gutsbezirk Kleeden 16 Einwohner. Nach dem Ersten Weltkrieg gab die Standesherrschaft den landwirtschaftlichen Betrieb in Kleeden auf, das Land wurde verpachtet, Wohnungen und Ställe wurden vermietet und die Schäferei wurde nach Boschwitz verlegt. Am 1. Januar 1926 wurden die Landgemeinde und der Gutsbezirk Kleeden nach Zerkwitz eingemeindet. Nach der sowjetischen Bodenreform 1945 entstanden in Kleeden drei Neubauernstellen. Bis 1950 blieb Kleeden im Landkreis Calau und wechselte danach gemeinsam mit der Gemeinde Zerkwitz in den Landkreis Lübben. Bei der DDR-Kreisreform am 25. Juli 1952 wurde die Gemeinde Zerkwitz mit dem Ortsteil Kleeden dem Kreis Calau im Bezirk Cottbus zugeordnet.
Seit 1960 gab es eine Landwirtschaftliche Produktionsgenossenschaft vom Typ I, die nur wenig später mit der LPG „Vorwärts“ aus Groß Beuchow zusammengelegt wurde. Am 1. Januar 1978 wurde Zerkwitz mit Kleeden nach Lübbenau eingemeindet. Ursprünglich war Kleeden ein Sackgassendorf. Heute reicht Kleeden bis an die Plattenbauten der Lübbenauer Neustadt heran. Nach der Wiedervereinigung gehörte Kleeden zum Landkreis Calau im Land Brandenburg, der am 6. Dezember 1993 im Landkreis Oberspreewald-Lausitz aufging.

## Bevölkerungsentwicklung
| 1875 | 148 | 1910 | 141 |
| 1890 | 135 | 1925 | 128 |